# Um Novo Som para Cristo
Um Novo Som para Cristo é o álbum de estreia, da banda Novo Som lançado em 1988.
O disco ousou ao utilizar instrumentos que ainda não eram muito bem aceitos pelos conservadores cristãos da época, como a guitarra e a bateria.
Em 2019, foi eleito o 84º melhor álbum da década de 1980 em lista publicada pelo portal Super Gospel.

## Faixas
(Todas as músicas por Lenilton, exceto onde anotado)
1. Novo Som - 05:43 (Mito, Alex e Lenilton)
2. O Mundo se Esqueceu - 03:57 (Alex e Márcio)
3. Jesus Cristo Vem - 04:56 (Alex Gonzaga)
4. Meu Nome é Jesus - 05:55
5. Eu Preciso - 05:18
6. Deste Sentido ao meu Viver - 04:15
7. Procurando a Paz - 04:16 (Elison e Alex)
8. Me Ensina a Te Amar - 04:43